# 플뢰어 호몰로지
심플렉틱 기하학에서 플뢰어 호몰로지(영어: Floer homology)는 심플렉틱 다양체에 대하여 정의되는 무한 차원 모스 호몰로지의 일종이다.

## 정의
심플렉틱 다양체 {\displaystyle M} 위에, 매끄러운 함수
{\displaystyle H\colon \mathbb {S} ^{1}\times M\to \mathbb {R} }
가 주어졌다고 하자. 이 경우, 이를 시간 의존 해밀토니언으로 해석하여 심플렉틱 벡터장
{\displaystyle \omega (X_{t},-)=dH_{t}\qquad (t\in \mathbb {S} ^{1})}
을 정의할 수 있다. {\displaystyle \mathbb {S} ^{1}}의 둘레가 1이라고 놓으면, {\displaystyle X}를 {\displaystyle [0,1]}에서 적분하여 얻는 심플렉틱 사상
{\displaystyle \phi \colon M\to M}
을 생각할 수 있다.
자유 고리 공간 {\displaystyle {\mathcal {L}}M}의 접다발 {\displaystyle T{\mathcal {L}}M}을 생각하자. 이 경우,
{\displaystyle (\gamma ,v)\in T{\mathcal {L}}M}
에서 {\displaystyle \gamma \colon \mathbb {S} ^{1}\to M}는 닫힌 곡선이며, {\displaystyle v\colon \mathbb {S} ^{1}\to \gamma ^{*}(TM)}는 그 위의 벡터장이다. {\displaystyle T{\mathcal {L}}M} 위에 다음과 같은 범함수를 정의하자.
{\displaystyle F\colon {\mathcal {L}}M\to \mathbb {R} }
{\displaystyle F\colon \gamma \mapsto -\int _{\mathbb {B} ^{2}}u^{*}\omega -\int _{\mathbb {S} ^{1}}H(t,\gamma (t))\,dt\qquad \forall u\colon \mathbb {B} ^{2}\to M,\;u|_{\partial \mathbb {B} ^{2}}=\gamma }
이에 따라, {\displaystyle F}의 임계점은 {\displaystyle \rho }의 고정점과 같다.
플뢰어 사슬 복합체 {\displaystyle \operatorname {CF} (M,H)}는 아벨 군으로서, {\displaystyle F}의 임계점들로 생성되는 자유 아벨 군이다.
{\displaystyle \operatorname {Crit} F=\{\gamma \in {\mathcal {L}}M\colon F(\gamma )=0\}}
{\displaystyle \operatorname {CF} (M,H)=\mathbb {Z} [\operatorname {Crit} F]}
이 위에는 콘리-첸더 지표(영어: Conley–Zehnder index)라는 등급이 존재하며, 이는 스펙트럼 흐름에 따른 양의 고윳값의 수이다. 이는 일반적으로 무한하지만, 두 등급의 차 {\displaystyle \operatorname {index} (\gamma ^{-},\gamma ^{+})}는 잘 정의된다. 이 위에 다음과 같은 경계 사상을 주자.
{\displaystyle \partial \colon \operatorname {CH} (M,H)\to \operatorname {CH} (M,H)}
{\displaystyle \partial \gamma ^{-}=\sum _{\gamma ^{+}\in \operatorname {Crit} F}^{\operatorname {index} (\gamma ^{-},\gamma ^{+})=1}\#\left({\mathcal {M}}(\gamma ^{-},\gamma ^{+})/\mathbb {R} \right)\gamma ^{+}}
여기서
- {\displaystyle {\mathcal {M}}(\gamma ^{-},\gamma ^{+})}는 {\displaystyle F}에 대한 기울기 흐름(영어: gradient flow)의 모듈러스 공간이다. 즉, {\displaystyle \gamma ^{-}}와 {\displaystyle \gamma ^{+}}를 잇는 유사 정칙 곡면의 모듈러스 공간이다.
- {\displaystyle {\mathcal {M}}(\gamma ^{-},\gamma ^{+})} 위에는 시간 평행 이동에 따른 자연스러운 {\displaystyle \mathbb {R} }-작용이 존재하며, {\displaystyle {\mathcal {M}}(\gamma ^{-},\gamma ^{+})/\mathbb {R} }는 이에 대한 몫공간이다.
- {\displaystyle \operatorname {index} (\gamma ^{-},\gamma ^{+})=1}인 경우, {\displaystyle {\mathcal {M}}(\gamma ^{-},\gamma ^{+};A)/\mathbb {R} }는 0차원이며, {\displaystyle \#\left({\mathcal {M}}(\gamma ^{-},\gamma ^{+};A)/\mathbb {R} \right)}는 이 몫공간의 점의 수이다.

이 경우, {\displaystyle \partial ^{2}=0}임을 보일 수 있으며, 플뢰어 사슬 복합체의 호몰로지
{\displaystyle \operatorname {HF} (M,H)={\frac {\ker \partial }{\operatorname {im} \partial }}}
를 플뢰어 호몰로지라고 한다. 이는 {\displaystyle M}의 특이 호몰로지와 일치한다. 즉, 플뢰어 호몰로지는 {\displaystyle H}에 의존하지 않는다.
위 정의를 약간 변형하여, 양자 코호몰로지와 일치하는 플뢰어 호몰로지를 정의할 수도 있다. 이 경우, 플뢰어 사슬 복합체는 곡선 {\displaystyle \gamma } 대신 곡선과 상대 호모토피류 {\displaystyle [u]\in \pi _{2}(M,\gamma )}의 순서쌍 {\displaystyle (\gamma ,[u])}에 의하여 생성되는 자유 아벨 군이다.

### 관련 개념
(심플렉틱) 플뢰어 호몰로지를 변형하여, 다음과 같은 다양한 호몰로지 이론들을 얻을 수 있다.
- 라그랑지언 플뢰어 호몰로지(영어: Lagrangian Floer homology)는 어떤 라그랑지언 부분다양체가 주어진 심플렉틱 다양체에 대하여 정의되는 호몰로지 이론이다. 이는 거울 대칭에 의하여, 거울짝 다양체의 연접층의 Ext 함자와 일치한다.
- 3차원 다양체에 대하여, 다음과 같은 플뢰어 호몰로지들이 존재한다. 이들은 모두 서로 같다고 추측되며, 이는 부분적으로 증명되었다.
  - 순간자 플뢰어 호몰로지(영어: instanton Floer homology)는 도널드슨 불변량과 관련있다.
  - 자기 홀극 플뢰어 호몰로지(영어: monopole Floer homology)는 자이베르그-위튼 불변량과 관련있다.
  - 헤고르 플뢰어 호몰로지(영어: Heegaard Floer homology)는 조합론적으로 계산할 수 있는 호몰로지 이론이다.

## 역사
스위스의 수학자 안드레아스 플뢰어(독일어: Andreas Floer, 1956~1991)가 1988년에 아르놀트 추측을 증명하면서 도입하였다. 플뢰어는 곧 1991년에 우울증으로 인하여 34세의 나이로 자살하였다.

## 같이 보기
- 양자 코호몰로지
- 그로모프-위튼 불변량
- 거울 대칭
- 모스 이론